# Psychoda spectabilis
Psychoda spectabilis är en tvåvingeart som beskrevs av Quate 1967. Psychoda spectabilis ingår i släktet Psychoda och familjen fjärilsmyggor. Inga underarter finns listade i Catalogue of Life.